# Малый Ивановский переулок
Ма́лый Ива́новский переу́лок — улица в центре Москвы в Басманном районе между улицей Забелина и Подколокольным переулком. В переулке находится древний женский Иоанно-Предтеченский монастырь.

## Происхождение названия
Назван по Ивановскому Предтеченскому монастырю, основанному предположительно в начале XV веке.

## Описание
Малый Ивановский переулок начинается от перекрёстка улицы Забелина и Старосадского переулка у Иоанно-Предтеченского монастыря, проходит на юго-восток (слева от него отходит Хохловский переулок), затем плавно поворачивает на юг и упирается в Подколокольный переулок.

## Примечательные здания и сооружения
По нечётной стороне:
- № 11/6 — дом А. Н. Кучумова (архитектор Ф. Ф. Воскресенский)[1].;
- № 11/6 стр. 2 (Подкопаевский пер., 6/11) — доходный дом О. П. Кучумовой (Дом доходный — дом жилой, 1894 г., арх. Ф. Ф. Воскресенский[2], 1970-е гг., ценный градоформирующий объект)[3]

По чётной стороне:
- № 2 — Иоанно-Предтеченский женский монастырь; Факультет заочного и вечернего обучения Московского университета Министерства внутренних дел РФ. На территории установлен памятник «Воинам-партизанам — работникам органов внутренних дел» (1977, скульптор Ф. М. Согоян, архитектор Е. Н. Стамо)[4].
- № 4, строение 1-2 — Свято-Владимирская православная школа.

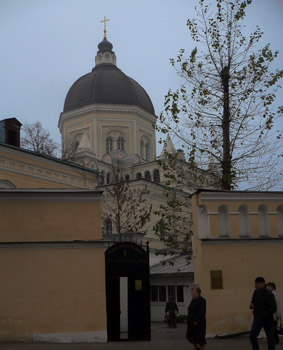
№ 2. Ивановский монастырь, собор Усекновения Главы Иоанна Предтечи.
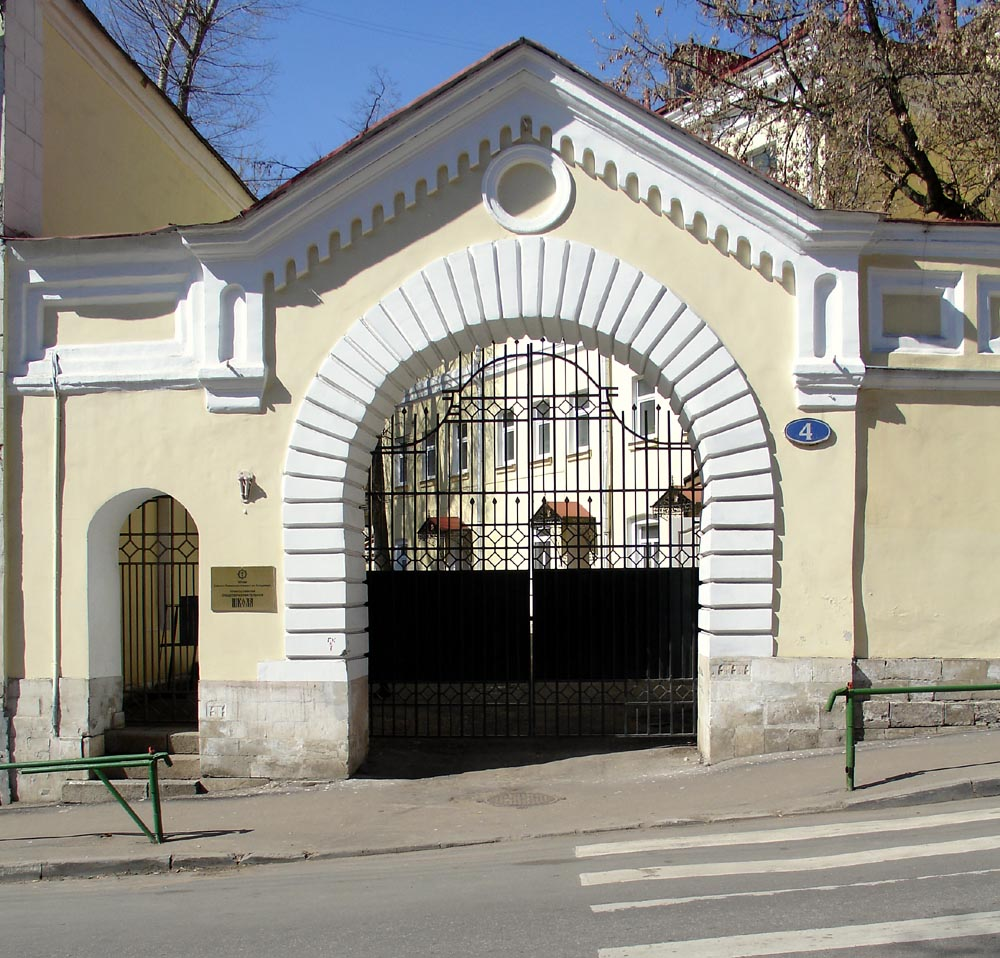
Ворота монастыря

## Транспорт
Движение по улице — одностороннее, от Подколокольного переулка наверх к Старосадскому переулку. Ближайшая станция метро: «Китай-город» (южный вход).

## В кинематографе
В переулке снимались эпизоды советских и российских фильмов:
- «Автомобиль, скрипка и собака Клякса» (реж. Ролан Быков, 1974).
- «Московские каникулы» (реж. Алла Сурикова, 1995).[5]
- «Хрусталёв, машину!» (реж. Алексей Герман, 1998)

## См.также
- Ивановская горка
- Кулишки
- Иоанно-Предтеченский монастырь
- Улица Забелина
- Хохловский переулок
- Храм Святого Владимира в Старых Садех